# اژیرین
اِژیرین یا اگیرین (Aegirine) یا آکمیت (acmite)، عضوی از کلینوپیروکسن گروه اینوسیلیکات‌ها است. فرمول شیمیایی آن عبارت است از NaFeSi2O6 که در آن یون آهن به شکل +3 Fe حضور دارد.
این کانی معمولاً در سنگ‌های آتشفشانی آلکالی مانند پگماتیت، کربناتیت و نفلین تشکیل می‌شود. همچنین در سنگ‌های دگرگونی شیست، گنیس و شیست آبی نیز ایجاد می‌شود.
اژیرین به گروهی شامل حدود ۲۰ کانی سیلیکاته، موسوم به پیروکسن‌ها، تعلق دارد. بلورهای سوزنی‌شکل، این کانی را از سایر کانی‌های این گروه متمایز می‌سازد.
این کانی تقریباً کمیاب است و می‌توان آن را در نروژ، انگلستان، گرینلند، نیجریه، آمریکا، کانادا پیدا کرد.
پیروکسن‌ها همچون اژیرین ممکن است به هر دو صورت سازندهای اصلی و فرعی در طیف گسترده‌ای از سنگ‌های آذرین و دگرگونه یافت می‌شوند. افزون بر این، آن‌ها در سنگ‌های ماه و شهاب‌سنگ‌های سنگی فراوان هستند. غالبا اژیرین درون سنگ‌های آذرین سرشار از سدیم نظیر گرانیت و سیانیت حضور دارد.
منابع اصلی آن در: کانادا، گرینلند، کنیا، نیجریه، نروژ، روسیه، اسکاتلند، آرکانزاس و مونتانا (آمریکا) اژیرین به رنگ سبز برای نخستین بار در نروژ کشف شد و نامش برگرفته از اگیر (Ægir) ایزد دریا، به باور اسکاندیناوی‌های کهن است. آن یک پیروکسن و یکی از ۲۰ کانی سیلیکاته‌ای است، که ویژگی‌های فیزیکی، نوری و شیمیایی مشابهی دارند. مهمترین پیروکسن‌ها اوژیت، دیوپسید، ژادئیت و اسپودومن هستند.
همچون سایر پیروکسن‌ها، تاریک‌تر شدن رنگ اژیرین به خاطر داشتن آهن بیشتر در آن است؛ بنابراین رنگ آن سبز تیره تا قهوه ای یا نزدیک به سیاه در تغییر است. مهم‌ترین روش برای تشخیص اژیرین از سایر اعضاء این گروه؛ شکل خارجی بلورین آن است. اکثر بلورهای پیروکسن منشورهایی با برش عرضی مربع هستند و به صورت دانه‌های بی‌نظم پیدا می‌شوند. از سوی دیگر، منشورهای اژیرین غالباً به صورت بلورهای سوزنی بلند و دانه‌های مجزا یا تجمع‌های شعاعی بوجود می‌آید. همچنین بیشتر بلورهای اژیرین ماکل دار هستند. بدین معنی که، آنها در یک یا چند سطح با یک یا چند بلور کنار خود مشترک‌اند.